# Meriones meridianus
Meriones meridianus é uma espécie de roedor da família Muridae.
Pode ser encontrada nos seguintes países: Afeganistão, China, Irão, Cazaquistão, Quirguistão, Mongolia, Rússia, Tadjiquistão, Turquemenistão e Uzbequistão.